# Gaizka Lejarreta Martín
Gaizka Lejarreta Martín (Barakaldo, 16 de febrer de 1978) és un ciclista basc, que fou professional de 1999 a 2005. Combinà la carretera amb el ciclocròs.

## Palmarès en ciclocròs
- 1996
  -  Campió d'Espanya de ciclocròs júnior
  - 2n al Campionat del món de ciclocròs júnior

## Palmarès en ruta
- 1996
  -  Campió d'Espanya en contrarellotge júnior